# جون كونينغهام
جون كونينغهام (بالإنجليزية: John McEnery)‏ (و. 1833 – 1891 م) هو سياسي، ومحامي أمريكي، ولد في بطرسبرغ، فرجينيا، كان عضوًا في الحزب الديمقراطي الأمريكي، ويحمل رتبة عسكرية بدبلكفنك، توفي في نيو أورلينز، عن عمر يناهز 58 عاماً.

## مناصب
تولى منصب حاكم لويزيانا ‏ (16 أكتوبر 1881–20 مايو 1888).

## التعليم
تعلم في جامعة تولين.

## الخدمة العسكرية
خدم في جيش الولايات الكونفدرالية.
| المناصب السياسية    | المناصب السياسية                            | المناصب السياسية         |
| ------------------- | ------------------------------------------- | ------------------------ |
| سبقه Louis A. Wiltz | حاكم لويزيانا 16 أكتوبر 1881 - 20 مايو 1888 | تبعه Francis T. Nicholls |